# Friedrich Wilhelm von Brandenburg
Friedrich Wilhelm Graf von Brandenburg (ur. 24 stycznia 1792, zm. 6 listopada 1850) – pruski polityk, premier (Ministerpräsident) w latach 1848–1850.
Był synem pruskiego króla Fryderyka Wilhelma II z jego związku morganatycznego z hrabianką Julią von Dönhoff. 

## Życie
6 lipca 1795 roku ojciec nadał mu tytuł hrabiowski (Graf von Brandenburg). W 1807 roku wstąpił do armii i do 1812 roku służył jako rotmistrz w wojsku pruskim. W 1848 roku został generałem kawalerii. Do 1848 roku dowodził VI Korpusem Armijnym.
Jako zaufany i bliski krewny króla, został mianowany premierem nowego gabinetu (Gabinet Brandenburg-Manteuffel). Konserwatywny Fryderyk Wilhelm IV liczył na unieszkodliwienie liberalnego pruskiego zgromadzenia narodowego i ruchów demokratycznych parlamentu frankfurckiego. 5 grudnia 1848 roku król oktrojował konstytucję, która powstała przy pomocy konserwatywno-arystokratycznej opozycji. 2 lata później hrabia Fryderyk Wilhelm został mianowany honorowym obywatelem Berlina.
W tym samym roku rozpoczął karierę dyplomaty, zabiegając o zachowanie dobrych relacji pomiędzy Prusami a Austrią. 3 listopada 1850 roku ciężko zachorował, zmarł trzy dni później, w wieku 58 lat.

## Rodzina i potomstwo
Jego żoną była Mathilda von Massenbach (1795-1885). Doczekali się ośmioro dzieci. Jego synowie obrali karierę wojskową.

## Odznaczenia
Odznaczenia Fridricha Wilhelma von Brandenburga to między innymi:
- Order Orła Czerwonego I klasy
- Order Pour le Mérite
- Krzyż Żelazny I klasy
- Krzyż Żelazny II klasy
- Krzyż Wielki Orderu Korony Dębowej (Luksemburg)
- Order Świętego Jerzego IV klasy (Imperium Rosyjskie)
- Order Świętego Włodzimierza II klasy (Imperium Rosyjskie)
- Order Świętej Anny I klasy z brylantami (Imperium Rosyjskie)
- Krzyż Wielki Orderu Sokoła Białego (Saksonia)